# LaPalma
O supercomputador LaPalma é um dos seis nós que fazem parte da Rede Espanhola de Supercomputação no ano 2007. Este nó encontra-se situado no Instituto de Astrofísica de Canárias.

## História
No ano 2006 realiza-se uma ampliação do supercomputador MareNostrum que dobra sua capacidade substituindo os nós dos que dispõe. Os nós substituídos são utilizados para criar vários nós de supercomputação que formam a Rede Espanhola de Supercomputação. Um destes nós se cria no Instituto de Astrofísica de Canárias e dá lugar ao supercomputador LaPalma.

## Configuração
O sistema está composto dos nós JS20 de IBM utilizados no MareNostrum original atingido uma potência de 4,5 Tflops que o situa no posto 412 do ranking top 500 empatado com os outros 5 lugares criados a partir dos nós do MareNostrum. Estes nós utilizam um sistema operativo SUSE.